# 影 (电影主题曲)
《影》是電影《影》的同名主題曲，由譚維維、梁博演唱，尹約作詞，高曉松擔任製作人並作曲。歌曲由樂視影業推出，包含於專輯《影》之內。

## 現場演出
2019年5月2日，哈佛大學費正清中心舉辦“華語流行音樂四十年”論壇，並邀請尹約作為代表之一發表演講。尹約作為80後詞作代表，在論壇上發言並展示了《影》等四首作品。